# Landon Donovan MVP Award
De Landon Donovan MVP Award is een Amerikaanse individuele voetbalprijs van de Major League Soccer, die in 1996 werd ingesteld. De media, MLS-spelers en het clubmanagement stemmen erover en geven de prijs aan de speler die dat seizoen als de meest waardevolle speler in de competitie wordt beschouwd. Sinds 2015 heeft de prijs de huidige naam, daarvoor waren er sponsordeals met Honda (1996–2007) en Volkswagen (2007–2014) waardoor de prijs de merknaam droeg.

## Winnaars
| Seizoen | Winnaar                    | Club                   |
| ------- | -------------------------- | ---------------------- |
| 1996    | Carlos Valderrama          | Tampa Bay Mutiny       |
| 1997    | Preki                      | Kansas City Wizards    |
| 1998    | Marco Etcheverry           | D.C. United            |
| 1999    | Jason Kreis                | Dallas Burn            |
| 2000    | Tony Meola                 | Kansas City Wizards    |
| 2001    | Alex Pineda Chacón'        | Miami Fusion           |
| 2002    | Carlos Ruiz                | LA Galaxy              |
| 2003    | Preki (2)                  | Kansas City Wizards    |
| 2004    | Amado Guevara              | MetroStars             |
| 2005    | Taylor Twellman            | New England Revolution |
| 2006    | Christian Gómez            | D.C. United            |
| 2007    | Luciano Emilio             | D.C. United            |
| 2008    | Guillermo Barros Schelotto | Columbus Crew          |
| 2009    | Landon Donovan             | LA Galaxy              |
| 2010    | David Ferreira             | Dallas                 |
| 2011    | Dwayne De Rosario          | D.C. United            |
| 2012    | Chris Wondolowski          | San Jose Earthquakes   |
| 2013    | Mike Magee                 | Chicago Fire           |
| 2014    | Robbie Keane               | LA Galaxy              |
| 2015    | Sebastian Giovinco         | Toronto                |
| 2016    | David Villa                | New York City          |
| 2017    | Diego Valeri               | Portland Timbers       |
| 2018    | Josef Martínez             | Atlanta United         |
| 2019    | Carlos Vela                | Los Angeles            |
| 2020    | Alejandro Pozuelo          | Toronto                |
| 2021    | Carles Gil                 | New England Revolution |
| 2022    | Hany Mukhtar               | Nashville              |
| 2023    | Luciano Acosta             | FC Cincinnati          |
| 2024    | Lionel Messi               | Inter Miami            |
| 2025    |                            |                        |

## Statistieken

### Spelers met meerdere titels
| Speler | T. | Jaren kampioen |
| ------ | -- | -------------- |
| Preki  | 2  | 1997, 2003     |

### Aantal titels per club
| Team                   | T. | Jaren kampioen         |
| ---------------------- | -- | ---------------------- |
| D.C. United            | 4  | 1998, 2006, 2007, 2011 |
| LA Galaxy              | 3  | 2002, 2009, 2014       |
| Sporting Kansas City   | 3  | 1997, 2000, 2003       |
| Toronto                | 2  | 2015, 2020             |
| New England Revolution | 2  | 2005, 2021             |
| Dallas                 | 2  | 1999, 2010             |
| Inter Miami            | 1  | 2024                   |
| Cincinnati             | 1  | 2023                   |
| Nashville              | 1  | 2022                   |
| Los Angeles            | 1  | 2019                   |
| Atlanta United         | 1  | 2018                   |
| Portland Timbers       | 1  | 2017                   |
| New York City          | 1  | 2016                   |
| Chicago Fire           | 1  | 2013                   |
| San Jose Earthquakes   | 1  | 2012                   |
| Columbus Crew          | 1  | 2008                   |
| New York Red Bulls     | 1  | 2004                   |
| Miami Fusion           | 1  | 2001                   |
| Tampa Bay Mutiny       | 1  | 1996                   |

### Aantal titels per nationaliteit
| Nationaliteit    | T. | Jaren kampioen                                 |
| ---------------- | -- | ---------------------------------------------- |
| Verenigde Staten | 8  | 1997, 1999, 2000, 2003, 2005, 2009, 2012, 2013 |
| Argentinië       | 5  | 2006, 2008, 2017, 2023, 2024                   |
| Spanje           | 3  | 2016, 2020, 2021                               |
| Honduras         | 2  | 2001, 2004                                     |
| Colombia         | 2  | 1996, 2010                                     |
| Duitsland        | 1  | 2022                                           |
| Mexico           | 1  | 2019                                           |
| Venezuela        | 1  | 2018                                           |
| Italië           | 1  | 2015                                           |
| Ierland          | 1  | 2014                                           |
| Canada           | 1  | 2011                                           |
| Brazilië         | 1  | 2007                                           |
| Guatemala        | 1  | 2002                                           |
| Bolivia          | 1  | 1998                                           |